# Mauritia Mayer

Mauritia Mayer, Aufnahme von 1867

Mauritia „Moritz“ Mayer (* 25. September 1833 in Unterwössen; † 1. März 1897 in Obersalzberg) war eine deutsche Gastgewerbeunternehmerin. Sie war die Begründerin der Pension Moritz in Obersalzberg, die zahlreiche prominente Gäste beherbergte, und gilt damit als Pionierin des modernen Tourismus „in Deutschland und Mitteleuropa“.

## Leben und Wirken
Mauritia Mayers Eltern führten eine Pension in Bad Reichenhall, in der Mauritia Mayer den noch sehr jungen Richard Voß, bei einem Altersunterschied von 18 Jahren, als lebenslangen Freund kennen und schätzen lernte. Der spätere Schriftsteller setzte ihr mit Judith Platter als einer Hauptfigur seines Romans Zwei Menschen (1911) ein literarisches Denkmal.
Wiewohl laut A. Helm „ob ihrer Schönheit viel umschwärmt, hatte sie jedoch nie geheiratet“, dagegen hatte sie an Tieren, insbesondere an ihren zwei Bernhardinern „viel Freude“.
Soweit bekannt, setzte ihre berufliche Laufbahn als Haushälterin einer pflegebedürftigen Frau von Lindwart ein, die sie in Bad Reichenhall kennengelernt hatte und auch auf größere Reisen begleitete. Im Alter von knapp 40 Jahren, vier Jahre nach dem Tod ihres Vaters, erwarb sie am 3. Februar 1873 von Johann Gschoßmann für 6000 Gulden in Mitterbach das Bauernanwesen Schieberlehen (heute: Schifferlehen), das sie noch im gleichen Jahr um einen Nebenbau zur Vermietung an Gäste erweiterte und es daneben als landwirtschaftlichen Betrieb fortführte. Wegen des andauernden Ärgers mit einer alkoholkranken Nachbarin verkaufte Mayer das Schieberlehen am 12. April 1875 wieder. Anschließend reiste sie nach Meran und war dort auch als „Beschließerin“ einer Villa Neuhaus tätig.

Pension Moritz um 1900

Am 10. September 1877 erwarb sie das „alte“ Bauernanwesen Steinhaus in Obersalzberg samt der dazugehörenden halben Kehlalpe am Kehlstein von Joh. Hofreiter. Dieses Anwesen gestaltete sie zur Pension Moritz um, erweiterte diese später noch um das Gästehaus Hoher Göll und hatte damit Erfolg, der weit über die Region hinaus Wirkung zeigte. So weist A. Helm darauf hin, „daß Moritz Mayer großes Verdienst an der Förderung des Fremdenverkehrs hat und viel beitrug zum Bekanntwerden von Obersalzberg als Erholungsort. […] Später ist es ihrem Bestreben auch gelungen, selbst während des Winters und im Frühjahr in Obersalzberg Gäste zu haben, ja sie ist vielleicht die Erste, welche ihre Gäste für den Wintersport […] begeisterte.“ Sie beherbergte in ihrer Pension Moritz zahlreiche prominente Gäste: neben dem mit ihr seit Langem befreundeten Richard Voß u. a. auch Clara Schumann, Johannes Brahms, Joseph Joachim, Peter Rosegger, Ludwig Ganghofer, Ludwig Knaus, Franz von Lenbach, Gustav Spangenberg, Theodor Weber und Carl von Linde. Zudem waren auch Mitglieder der österreichisch-bayerischen und preußischen Königshäuser ihre „Tischgäste“.
Über die unter Pension Moritz erwähnten Erwerbungen und Baumaßnahmen hinaus, erwarb sie am 21. September 1885 von Anna Amort für 2600 Mk die nicht mehr im Betrieb stehende Lacknermühle in Resten, um aus dem zugehörigen 6 Tagwerk großen Wald Bauholz schlagen zu lassen. Am 13. Juli 1892 erwarb sie zudem ebenfalls in Resten von Agnes Sunkler und Josef Wein zu einem Preis von 5600 Mk. das Riemerlehen (Hausnummer 4), aus dem sie nach Auszug der Vorbesitzer einige Mauern herausbrechen ließ, um darin Heu zu lagern. Neben den Zufahrtsstraßen zur Pension Moritz verbreiterte und verbesserte sie dann auch die Straße nach Resten zum Riemerlehen.

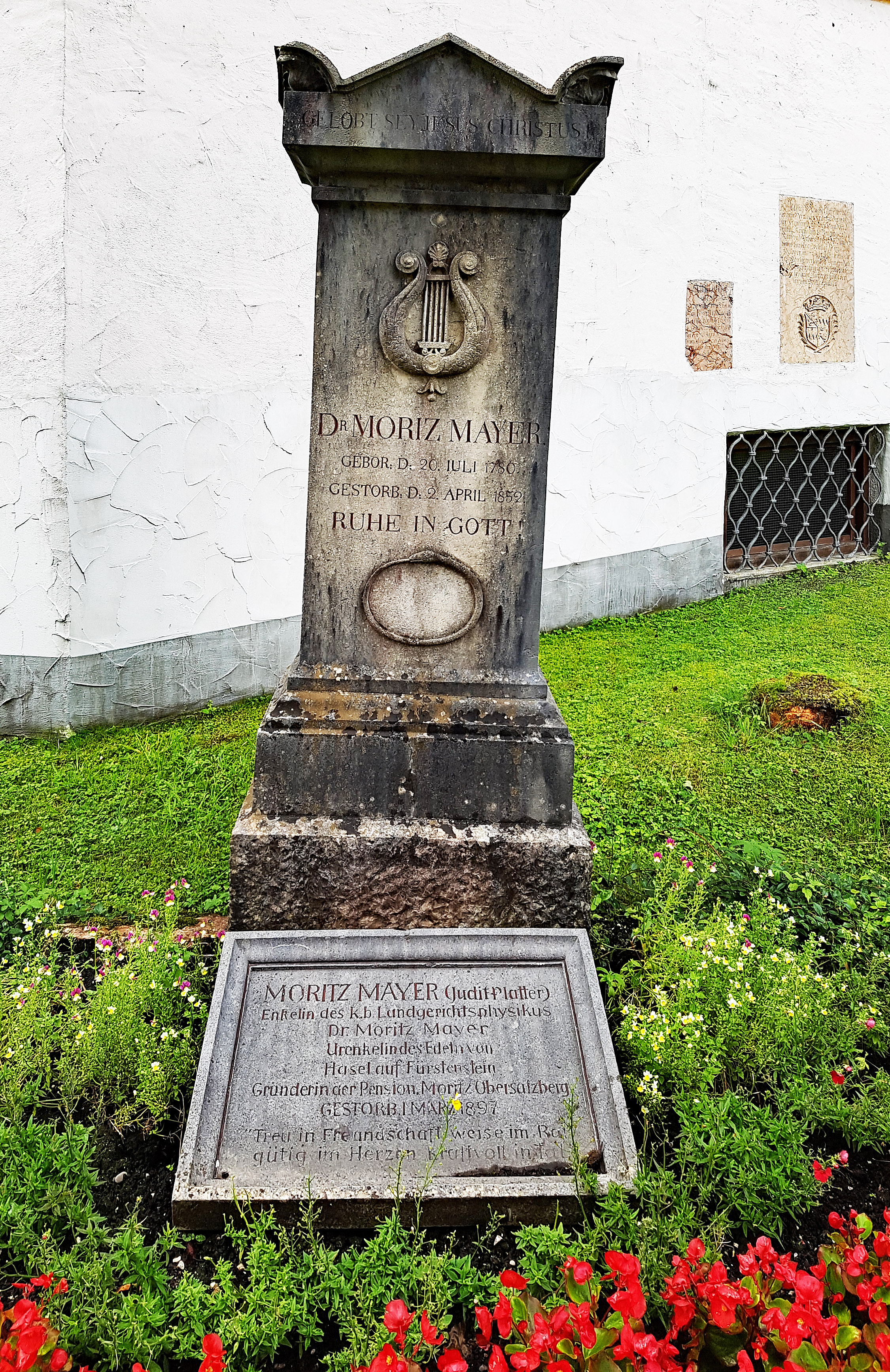
Grabmal von Moritz Mayer und darunter die Gedenktafel zu Ehren seiner Enkelin Mauritia auf dem Alten Friedhof

Am 1. März 1897 erlag Mauritia Mayer einem Schlaganfall. Ihr Grab ist mit einer eigenen Gedenkplatte aus Untersberger Marmor auf der im September 1928 um etwa 10 m versetzten Grabstätte ihres Großvaters Moritz „Moriz“ Mayer versehen und liegt an der südöstlichen Ecke des Alten Friedhofs unmittelbar vor der Franziskanerkirche in Berchtesgaden. Bruno Büchner, der spätere Besitzer der von ihm in Hotel Platterhof umbenannten Pension Moritz, hatte die Gedenkplatte 1928 noch in Klammern um die Worte „Judith Platter Obersalzb.“ ergänzt und eine Nachbildung der Gedenkplatte beim Hotel Platterhof aufstellen lassen.
Auf ihrem Grabstein ist zu lesen:

„Moritz Mayer, Enkelin des k. b. Landgerichtsphyikus Dr. Moritz Mayer, Urenkelin des Edeln von Hasel auf Fürstenstein, Gründerin der Pension Moritz.“

Darunter zu ihrem Gedächtnis folgender Vers von Richard Voß:

„Treu in Freundschaft, weise im Rat;
gütig im Herzen, kraftvoll in Tat“

Unweit der Pension Moritz ist außerdem auf dem Fußweg zur Scharitzkehlalm in einem Felsblock eine Steintafel eingelassen mit folgenden zwei Texten:

„An Moritz Mayer
Frauensinn zu Manneskraft gesellt
Schuf hier eine Welt.
Peter Rosegger“

„Nach dem Höchsten hat sie gestrebt
Für das Beste hat sie gelebt,
In Thaten ein langes Tagwerk vollbracht,
Gott galt ihr Sehnen, den Menschen ihr Lieben.
Es stehe ihr Name auf Felsen geschrieben,
Von Tannen behütet, von Alpen bewacht,
Geweiht sei die Stätte kommenden Zeiten!
Nach ehrlichem Ringen, drangvollem Streiten
Hat hier ein Kämpfer das Leben bezwungen
Die Palme des Sieges – des Friedens errungen.
Richard Voß“

## Familie
Ihr Urgroßvater (Vater ihrer Großmutter):
- Joh. Bapt. Edler von Hasel auf Fürstenstein (* 18. April 1761; † 15. November 1823), Berchtesgadener Hof- und Regierungsrat und letzter fürstpröpstlicher Landrichter der Fürstpropstei Berchtesgaden ⚭ Marianne, geb. Hausser.

Stammbaum der Familie Mayer mit Großeltern und Eltern:
- Moritz Mayer (andere Schreibweise: Moriz Mayer;[8][9] * 20. Juli 1780; † 2. April 1832  in Berchtesgaden), als Landphysikus und Salinenarzt der erste königlich-bairische Bezirksarzt für die Gemeinden des Landgerichts Berchtesgaden ⚭  Anna, geb. Edle von Hasel auf Fürstenstein (* 25. September 1787; † 3. November 1859)[10]
  - Johanna
  - Gustav Adolf (andere Schreibweise: Gustaph)[10] (* 23. Februar 1809 in Berchtesgaden; † 2. März 1869 in Bad Reichenhall), Forstaktuar in Marquartstein und Rosenheim, zuletzt Oberförster in St. Zeno (Bad Reichenhall) ⚭ am 15. März 1833 Anna Maria Winkler (* 3. November 1805; † 21. August 1894 in Bad Reichenhall), Wirtstochter von Hütterschlag oder des Waldbothen von Carlstein
    - Mauritia Johanna Georgia (1833–1897)
    - Anna Johanna (1835–1924)
    - Antonie (1843–1921; spätere Erbin der Pension Moritz)
    - eine weitere Schwester, Name unbekannt
    - zudem drei Brüder, die alle verhältnismäßig früh und kinderlos starben

## Postume Ehrungen
- Mauritia Mayer bildete das Vorbild für Judith Platter als eine der Hauptfiguren in dem Roman Zwei Menschen (1911) von Richard Voß, der mit 97 Auflagen in über 1 Million Exemplaren[11] zum Bestseller wurde.
- Im Berchtesgadener Ortsteil Mitterbach wurde zu Ehren der Romanfigur eine Stichstraße zur Vorderbrandtstraße in Judith-Platter-Weg benannt.[12]